# Auricularia cornea
|  | Dieser Artikel wurde aufgrund von formalen oder inhaltlichen Mängeln in der Qualitätssicherung Biologie im Abschnitt „Mykologie“ zur Verbesserung eingetragen. Dies geschieht, um die Qualität der Biologie-Artikel auf ein akzeptables Niveau zu bringen. Bitte hilf mit, diesen Artikel zu verbessern! Artikel, die nicht signifikant verbessert werden, können gegebenenfalls gelöscht werden. Lies dazu auch die näheren Informationen in den Mindestanforderungen an Biologie-Artikel. |

Auricularia cornea oder Mu-Err (chinesisch 木耳, Pinyin mù’ěr – „Holzohr, Baumohr“), Ohrlappenpilz, Black Fungus (chin. 黑木耳 hēi mù’ěr, deutsch ‚schwarzes Holzohr‘), Holunderpilz oder -schwamm oder Wolkenohrenpilz (chin. 雲耳 / 云耳,  yún’ěr – „Wolkenohr“) oder in Japan als Kikurage (japanisch きくらげ) 
ist eine Pilzart aus der Ordnung Auriculariales. Der gallertartige Pilz wird in China und Japan kommerziell angebaut und in vielen Gerichten der asiatischen und speziell auch der chinesischen Küche verwendet.
Er ist seit Jahrhunderten ein fester Bestandteil der traditionellen japanischen (TJM) und chinesischen Medizin (TCM) und wird wegen seiner vielfältigen gesundheitlichen Eigenschaften geschätzt. Kikurage zeichnet sich durch besondere Textur, Geschmack und hohen Gehalt an Vitamin D aus. Dabei wird oft statt frischer Pilze aus getrockneten Weißen Kikurage-Pilzen gewonnenes Pulver verwendet.

## Speisewert
Im Handel ist die Art meist getrocknet erhältlich und wird in großen Mengen vor allem aus Vietnam importiert. Sie ist reich an Eisen, Kalium und Magnesium und enthält Phosphor, Silicium und Vitamin B1. In der chinesischen Küche werden frische oder rehydrierte und vom Stielansatz befreite Exemplare verwendet. Beim Quellen erreichen sie ein Vielfaches ihrer Größe im Trockenzustand. Sie haben nur einen geringen, pilzartigen Eigengeschmack, aber ein besonderes Mundgefühl: eine eigenartige Textur, die an frische Meeresalgen erinnert. Außerdem nimmt die Art sehr gut die Geschmackstoffe der Flüssigkeiten auf, in denen es zubereitet wird.

## Chinesische Medizin
In der chinesischen Medizin werden die Pilze bei Patienten, die unter Arteriosklerose leiden, zur Verbesserung der Fließfähigkeit des Blutes und damit zur Behandlung von Kreislaufproblemen verwendet. Sie wirken zudem entzündungshemmend und senken den Cholesterinspiegel.